# رسوميات الحاسب آنية-اللحظة

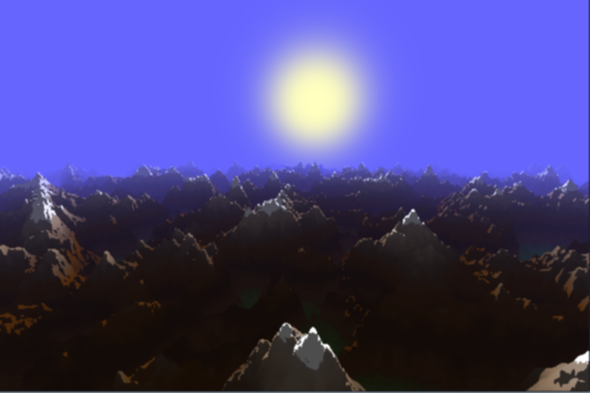

رسوميات الحاسب آنية اللحظة (أو الي تحدث في الوقت الحالي) (بالإنجليزية Real-time) هو مجال فرعي من رسومات الحاسوب والذي يركز على إنتاج وتحليل الصور مباشرة وفي نفس اللحظة. هذا المصطلح غالباً ما يستخدم في الإشارة إلى رسومات الحاسوب ثلاثية الأبعاد، عادة باستخدام وحدة معالجة الرسوميات, وذلك لأن أكثر مستخدميها في مجال ألعاب الفيديو.  هذا المصطلح يمكن أن يشير أيضا إلى أي شيء من تصيير واجهة المستخدم الرسومية للتطبيق إلى معالجة الصور و تحليل الصور آني-اللحظة .
على الرغم من أن أجهزة الكمبيوتر قد عُرفت من البداية على كونها قادرة على توليد الصور ثنائية البعد والتي تحتوي خطوط بسيطة والصور و المضلعات في نفس اللحظة(على سبيل المثال خوارزمية بريزنهام لرسم مستقيم) ، الإ أن إنشاء رسومات الحاسوب ثلاثية الأبعاد والسرعة اللازمة لتوليد صور ثلاثية الأبعاد سريعة و ذات نوعية جيدة  على شاشة العرض كانت دائماً مهمة شاقة للنظم القائمة على هيكلة فون نيومان.

## نظرة عامة

### المزايا
هناك فرق مثير للاهتمام بين الرسوميات المصُيرة في الوقت الحقيقي أو اللحظي وغيرها من الرسومات الغير مخرجة في الوقت الحقيقي ألا وهو التفاعل المرغوب والحاصل في رسوميات الحاسوب  المُصيرة في الوقت الحقيقي. ردة الفعل الحاصلة من مدخلات المستخدم هو عادةً الدافع الرئيسي لدفع الرسومات آنية اللحظة إلى أعلى إمكانياتها. في حالات معينة مثل الأفلام التقليدية، المخرج هو من لديه السيطرة الكاملة والحتمية على ما يجب أن يرسم في كل إطار(صورة ) من الفيلم، وهذا عادةً ما يأخذ عدة أسابيع أو حتى سنوات من عملية اتخاذ القرار يشاركه فيها عدد من الأشخاص.

## وصلات خارجية
- صفحة مراجع للإخراج آني-اللحظة  وصلات إلى العديد من الموارد المفيدة على للرسوميات الحاسوبية ثلاثية الأبعاد.
- بوابة RTR – مجموعة مختصرة من الوصلات للموارد
- فيديوهات لمستخدمي ماكس – ماكس/ام اس بي /الاهتزاز يمكن استخدامها لإنشاء تثتبيتات تفاعلية ورسوميات حاسوبية آنية اللحظة.
- الوحدة(Unity)